# MEGAドン・キホーテUNY嬉野店
MEGAドン・キホーテUNY嬉野店（メガドンキホーテユニーうれしのてん）は、三重県松阪市嬉野中川新町に所在し、UDリテール株式会社が運営するショッピングセンターである。同ショッピングセンターは、ドン・キホーテとユニーを融合したダブルネーム店舗として、2023年（令和5年）6月に、ピアゴ嬉野店をリニューアルしオープンした。

## 沿革
- 1999年（平成11年）12月 - ユニー・ユーストア嬉野店として開業。
- 2009年（平成21年） - ピアゴ嬉野店に改称・リニューアル。
- 2023年（令和5年）
  - 4月16日 - ピアゴ直営売場を閉店。
  - 6月27日 - MEGAドン・キホーテUNY嬉野店として再開業。

## アクセス
- 近畿日本鉄道山田線 伊勢中川駅より徒歩で約8分。